# Viktor Valerijovics Brovcsenko
Viktor Valerijovics Brovcsenko (ukránul: Віктор Валерійович Бровченко; Ukrán SZSZK, 1976. október 11. –) ukrán labdarúgó. Első magyar NB I-es mérkőzése 1998. augusztus 8. Győri ETO FC - BVSC Budapest volt, ahol csapata 1–1-es döntetlent ért el a Győr-Moson-Sopron megyei együttessel.

## Sikerei, díjai
- PFK Niva Vinnicja:
  - Ukrán bajnoki 14. hely: 1995
  - Ukrán II. osztály 5. hely: 1998
  - Ukrán kupa ezüstérmes: 1996
- BVSC Budapest:
  - Magyar bajnoki 17. helyezés:1999
  - Magyarkupa 32 közé jutott:1999